# Garrafa de cerveja

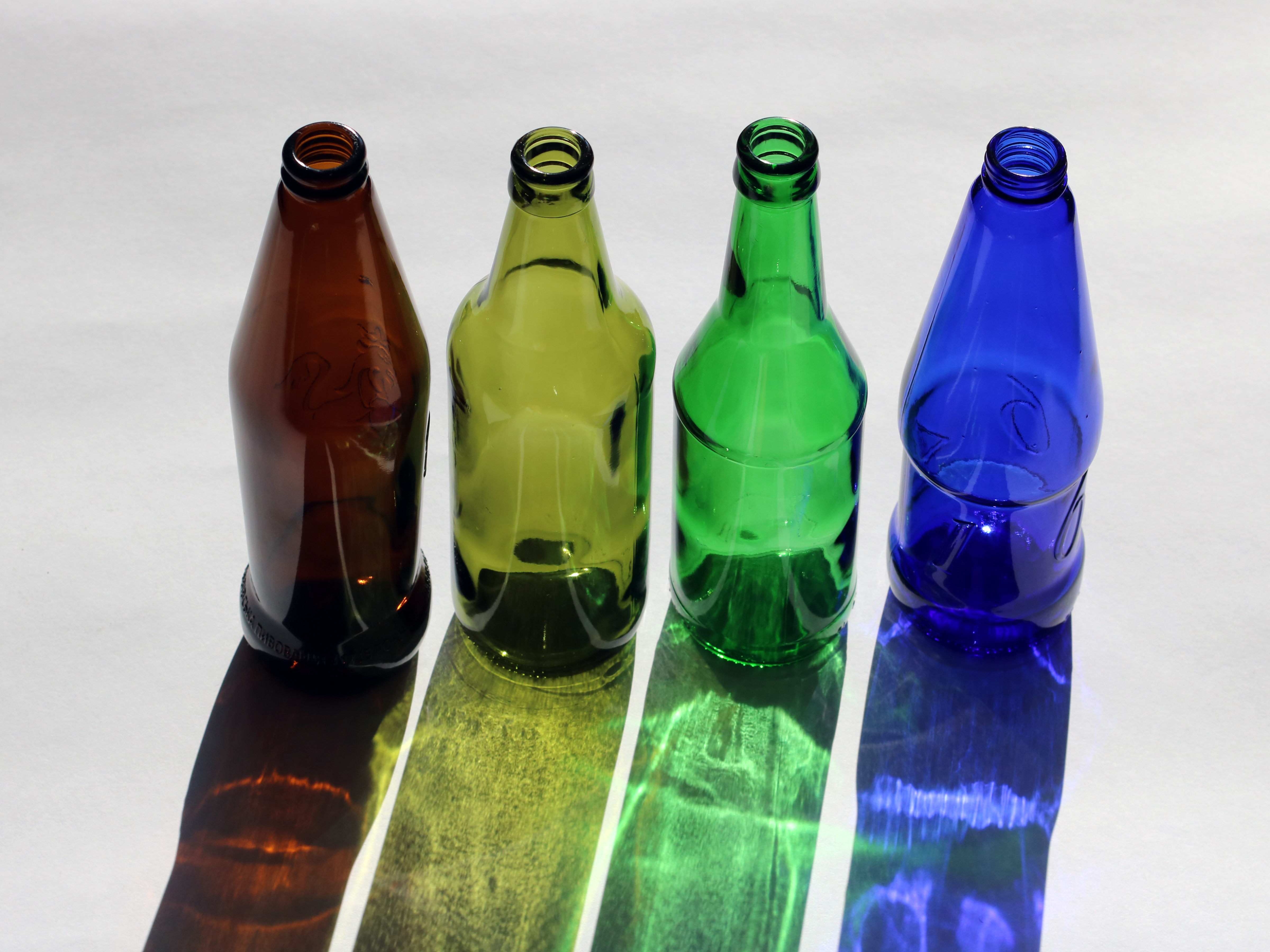
Garrafas de cervejas coloridas

Uma garrafa de cerveja é uma garrafa especialmente adaptada para conter cerveja, ou seja, uma bebida altamente carbonatada, muitas vezes ainda em fermentação na garrafa, frágil quando exposta à luz e que requer vários tamanhos de capacidade para se adaptar aos perfis de consumo. Desde o século XVI, garrafas de vidro grosso (para suportar a pressão) e escuro são usadas para esse fim, embora a cerâmica tenha dominado por muito tempo e hoje, cada vez mais, o plástico ou o alumínio a estejam substituindo. A escolha do tipo de garrafa é, portanto, crucial para a conservação, transporte e comercialização da cerveja. Desde o século XX, essas garrafas também são valorizadas porque podem ser lavadas e reutilizadas.

## História
A garrafa de vidro era usada como recipiente para cerveja em meados do século XIX . Seu uso permite que a cerveja seja distribuída para grandes setores da população. Uma das primeiras garrafas de cerveja produzidas industrialmente foi feita no Canadá em 1825, em Mallorytown, Ontário, na Mallorytown Glass Works. Somente no início do  século XX é que seu envase pôde ser implementado em uma linha de produção. Até 1956, as garrafas tinham um formato específico denominado steinieform, regulamentado pela norma alemã DIN 6199 ("Normblatt für die Bierflasche Steinieform 0,33-l").

## Características
Uma das principais características das garrafas de cerveja é que elas são permeabilidades —a líquidos e gases—e permitem que retenham o líquido que contêm. O desenvolvimento das rolhas melhorou sua utilização pelos consumidores. Seu projeto deve permitir que o dióxido de carbono da fermentação e da carbonatação seja retido (ou seja, qualquer gás inerte injetado durante as fases de produção). As primeiras garrafas eram transparentes e a luz solar alterava o sabor; mais tarde, descobriu-se que a cor marrom bloqueava a radiação ultravioleta que afetava o conteúdo de lúpulo.
O formato da garrafa e a espessura do vidro são importantes, pois devem suportar a pressão do gás dissolvido. Em alguns casos, as garrafas são refermentadas (uma técnica para amadurecer e carbonatar a bebida dentro da garrafa), o que envolve pressão adicional . Dependendo das regulamentações dos países, ela geralmente contém um volume de um quinto, um quarto, um terço, meio ou um litro — nos três primeiros casos, é comumente chamada de "garrafa pequena" devido à sua menor capacidade.

## Cores

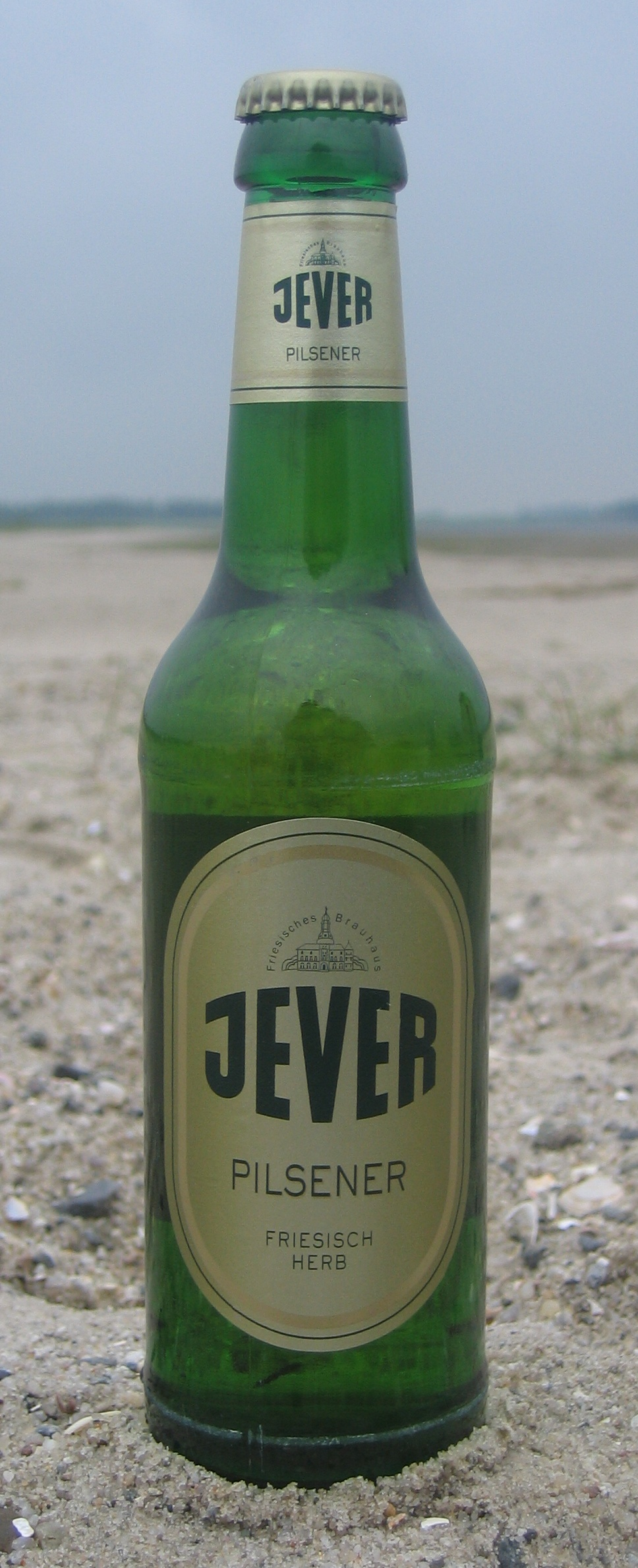
Garrafa de cerveja verde.

Embora existam garrafas de vidro incolores geralmente destinadas as cervejas ou alcopop de cor pronunciada, o uso usual é para vidros marrons ou mesmo verdes. Garrafas de vidro verde foram produzidas por muito tempo no leste europeu e na China, até a década de 1980.
Pesquisas comprovam a rápida deterioração da cerveja quando exposta à luz através de vidro verde ou incolor, enquanto o vidro marrom oferece proteção suficiente.  Os estudos mostram ainda a preferência do consumidor por esse tipo de cor (marrom).
Novos materiais estão sendo usados para combater a fotossensibilidade da cerveja: copos incolores contendo um óxido metálico que protege contra a luz e os raios ultravioleta, que induzem a liberação de riboflavina e destroem a isohumulona, molécula que contribui para o amargor e é derivada do lúpulo. A molécula resultante desta transformação, 3-metilbut-2-eno-1-tiol, é muito semelhante química e olfactivamente à do tiol do mefitídeos. 
Algumas garrafas são cobertas com uma fina película metálica e algumas cervejarias também usam extratos de lúpulo sem isohumulonas para evitar esse problema.

## Widget
Atendendo a pedidos de alguns consumidores, algumas garrafas de cerveja têm um mecanismo chamado widget para reproduzir a qualidade da espuma de uma cerveja de pressão tirada da torneira de cerveja. É um pequeno dispositivo colocado na garrafa como um cartucho contendo gás inerte (CO2 e azoto). Quando a garrafa é aberta, esse gás é liberado, aumentando a aeração e a espuma da cerveja. Foi a cervejaria Guinness que lançou o widget de foguete na década de 1980, ao mesmo tempo que o widget para latas de metal.